# Castelbuono
Castelbuono ist eine Stadt der Metropolitanstadt Palermo in der Region Sizilien in Italien mit 8018 Einwohnern (Stand 31. Dezember 2023).

## Lage und Daten
Castelbuono liegt 93 km südöstlich von Palermo etwa 15 km von der Küste des Mittelmeers entfernt. Südwestlich der Stadt erhebt sich der Pizzo Carbonara, der höchste Berg der Monti Madonie.
Die Einwohner arbeiten hauptsächlich in der Landwirtschaft.
Die Nachbargemeinden sind Cefalù, Geraci Siculo, Isnello, Petralia Sottana, Pollina und San Mauro Castelverde.

## Geschichte
Der Ort wurde von den Sikelern gegründet. Die Byzantiner nannten den Ort Ypsigro, die Araber Ruqqat Basili. Ab 1316 wurde von Francesco I. Ventimiglia ein Kastell erbaut. Es diente als Sitz der Grafen, von 1595 an als Sitz der Fürsten Ventimiglia. Der Ort entwickelte sich um das Kastell herum und erhielt seinen heutigen Namen.

## Wirtschaft

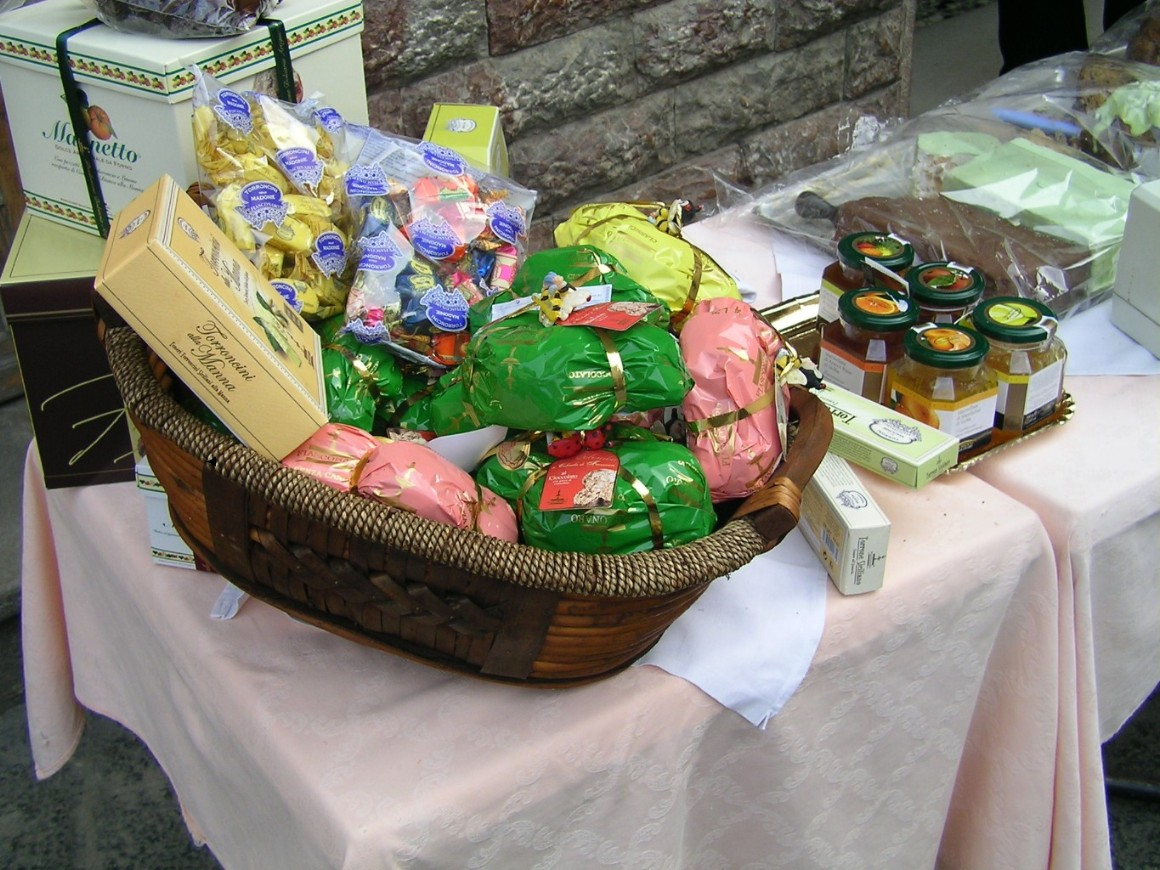
Lokale Produkte aus Castelbuono

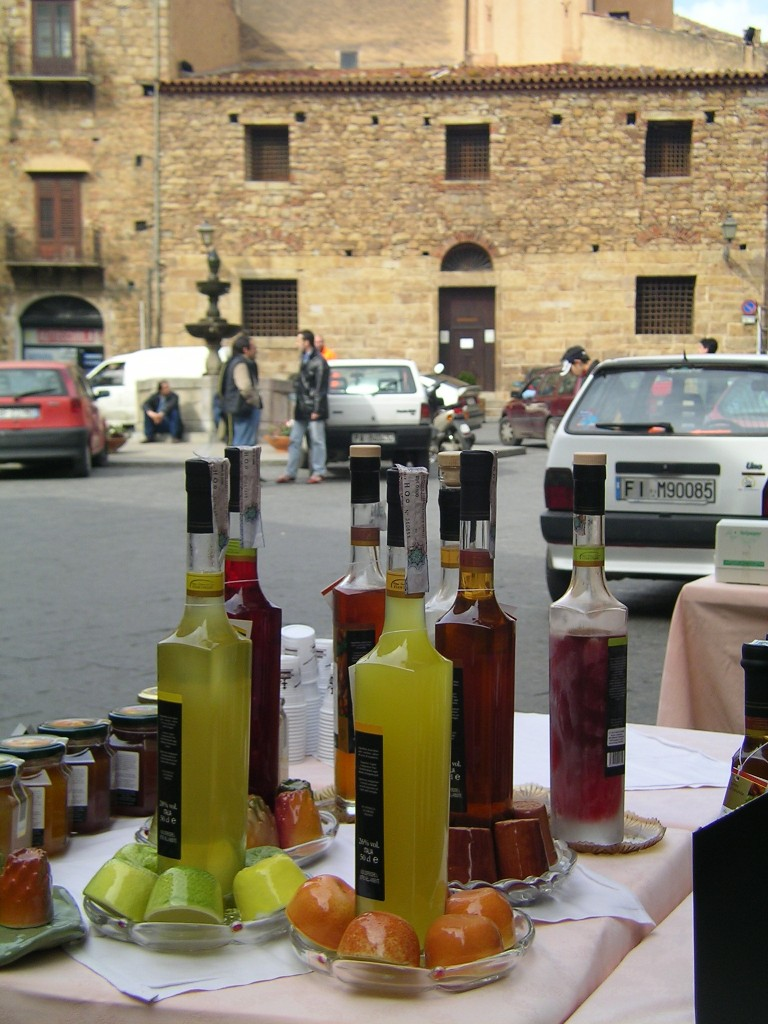
Lokale Produkte aus Castelbuono

Zu den exklusiven Produkten der Gemeinden Castelbuono und Pollina gehört Manna, ein harzähnliches Produkt der Esche (Fraxinus ornus und Fraxinus oxicarpa), das laxative Eigenschaften hat und auch als Süßstoff eingesetzt werden kann. Das Consorzio Obbligatorio Produttori della Manna (Verbindliches Konsortium der Mannaproduzenten) garantiert die Qualität und dient der Marktregulierung. 17 Prozent der Gemeindegebiete sind von Eschenwäldern bedeckt. Das Produkt war bereits Galen und Dioskurides bekannt, wird aber im Mittelmeerraum heute nur noch im Gebiet der Madonie gewonnen. Zu den Darbietungsformen gehören Torroncini alla Manna und Mannettino, ein Kuchen, entfernt dem Panettone vergleichbar. Neben der Süßwarenproduktion gehört die Herstellung von Strickwaren zu den wichtigen Wirtschaftszweigen in Castelbuono. Seit Februar 2007 werden zur Müllentsorgung statt der bisher üblichen vier Lastwagen sechs Esel eingesetzt, da sie laut Bürgermeister Mario Cicero kostengünstiger und umweltfreundlicher sind.

## Sehenswürdigkeiten

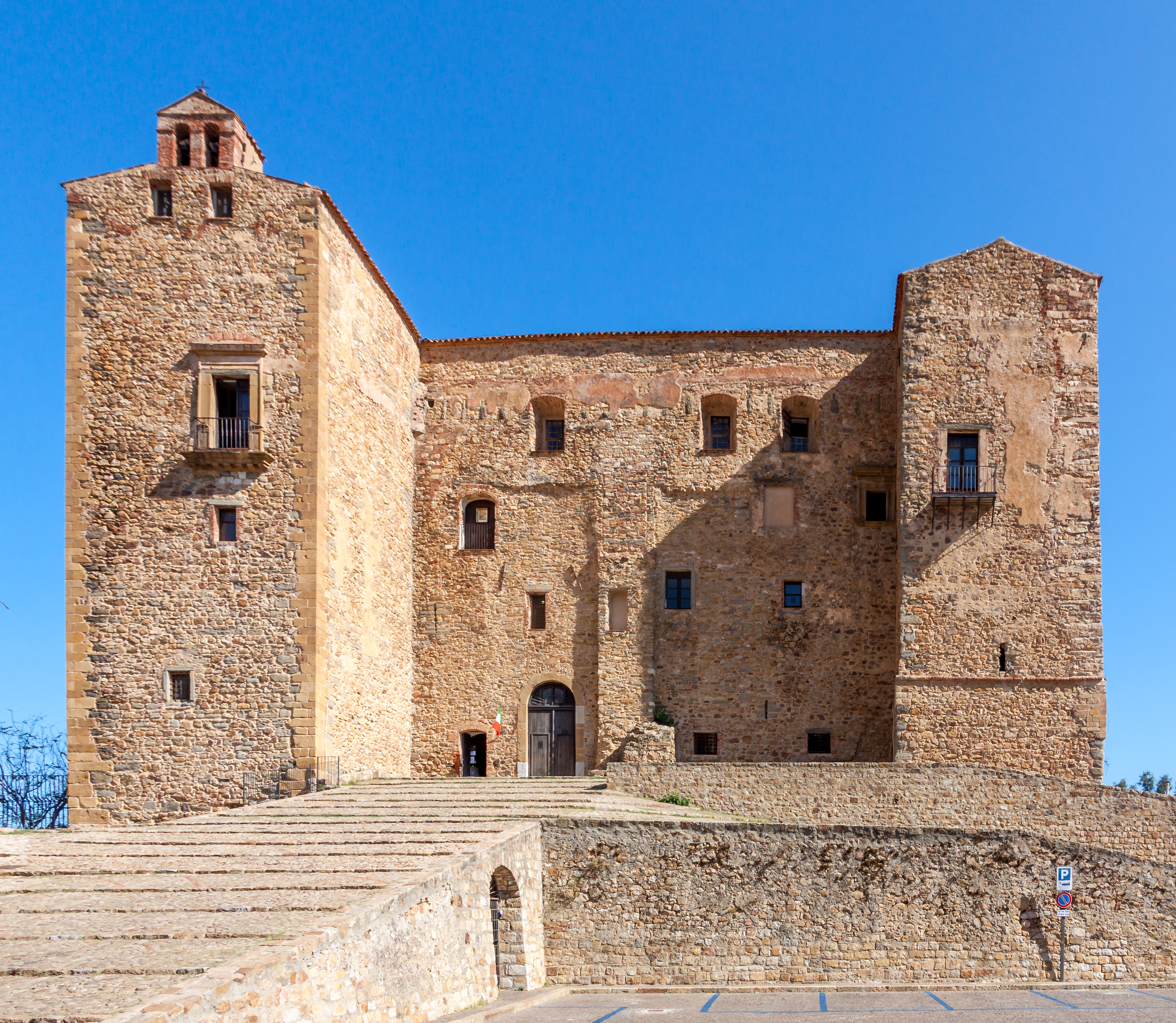
Castello dei Ventimiglia in Castelbuono

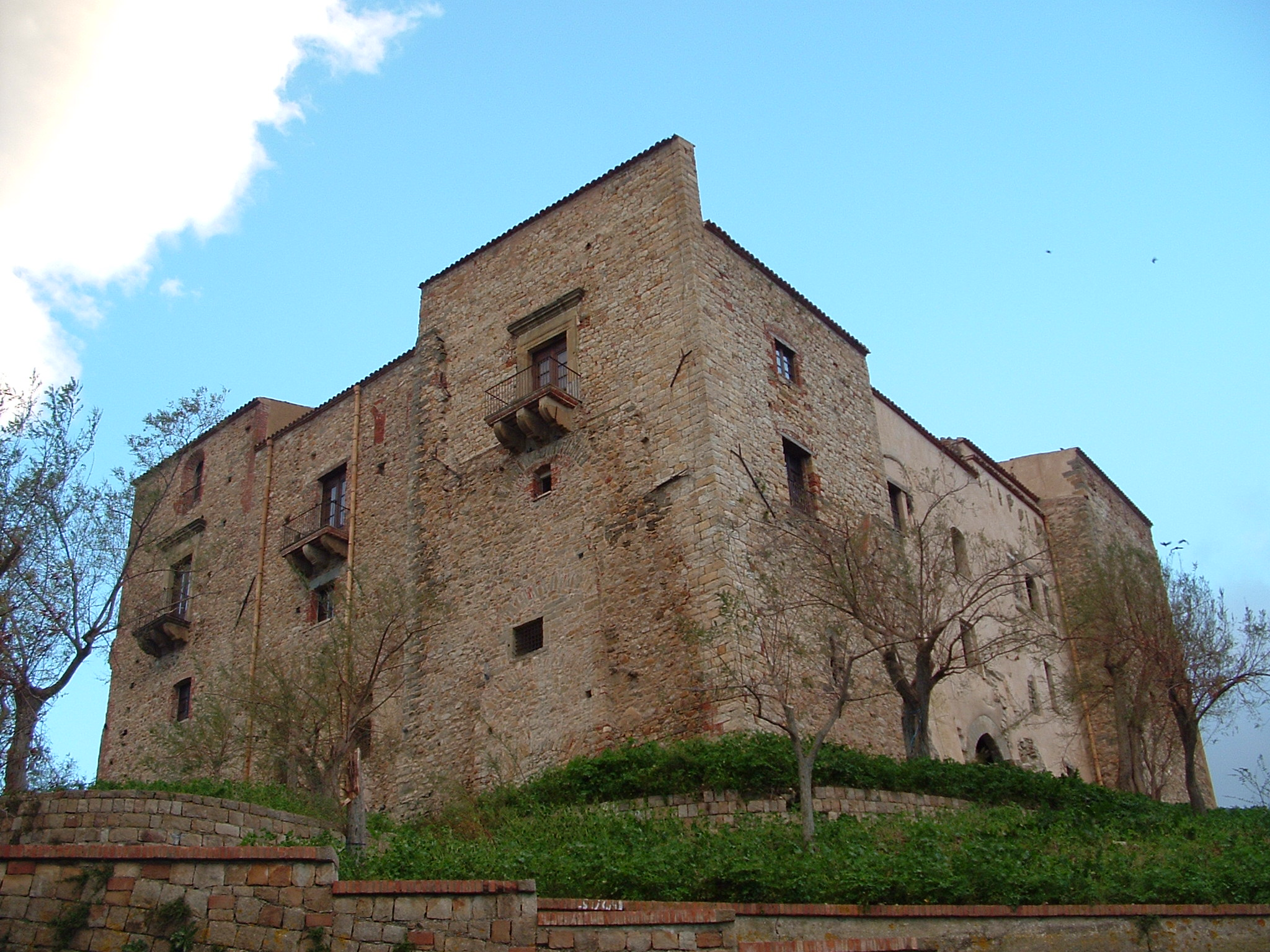
Castello dei Ventimiglia in Castelbuono (Rückseite)

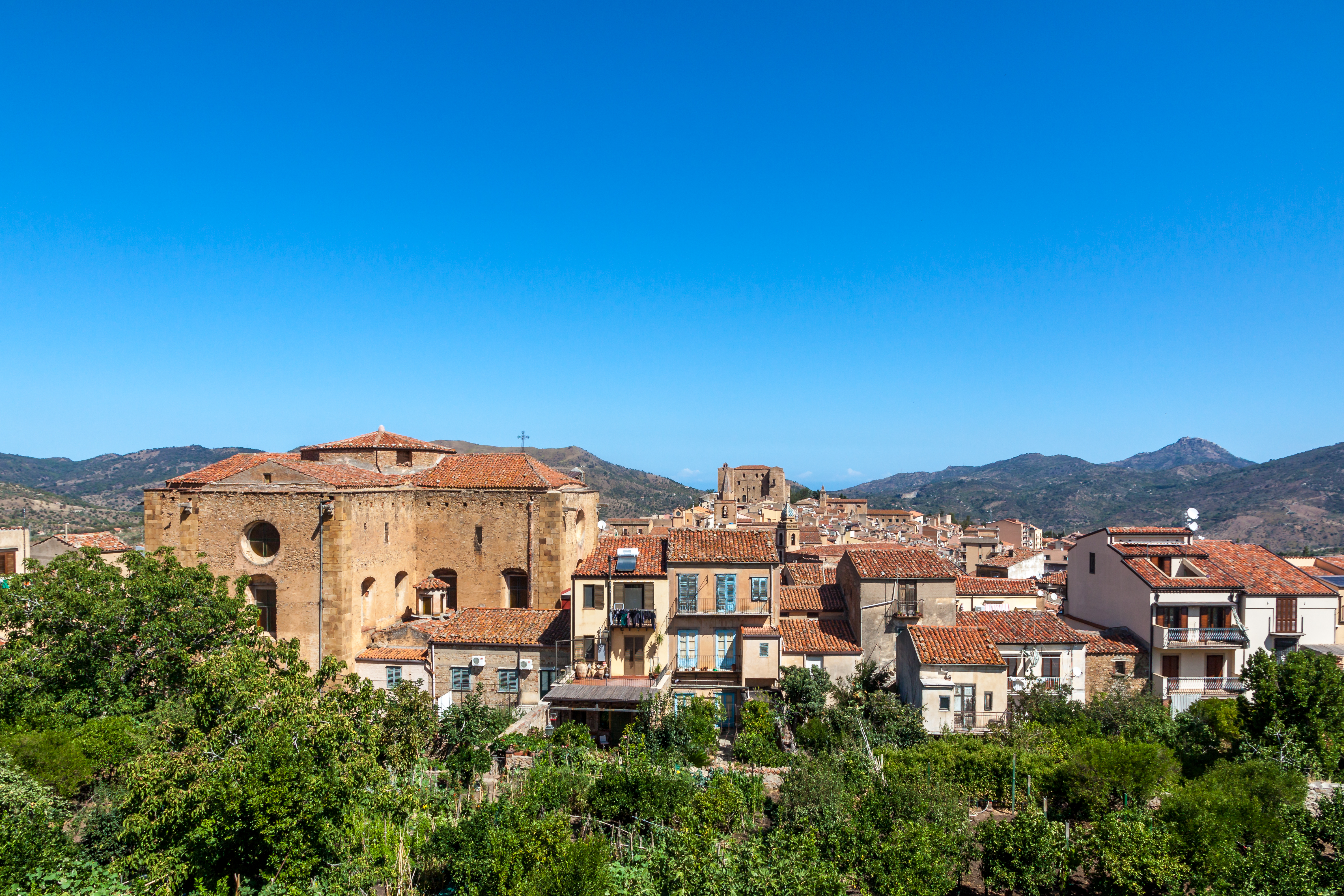
Blick auf Castelbuono

- Das Kastell liegt nördlich der Stadt. Es wurde ab 1316 erbaut und seitdem mehrmals umgebaut. Im Inneren stehen die Kapelle di Sant’Anna mit Stuckarbeiten aus dem 17. Jahrhundert und das Museo Civico mit archäologischen Funden.
- Die Kirche Matrice Vecchia an der Piazza wurde 1350 erbaut.
- Die Kirche Matrice Nuova an der Piazza stammt aus dem 17. Jahrhundert und wurde im 19. Jahrhundert stark umgebaut. Im Inneren befindet sich ein bemaltes Kreuz aus dem 15. Jahrhundert.
- In der Kirche San Francesco, erbaut im Mittelalter und seitdem mehrmals umgebaut, befindet sich die Grabkapelle der Familie Ventimiglia.
- Der Fontana della Venere Ciprea ist ein Brunnen aus dem 15. Jahrhundert.

## Veranstaltungen
Die Stadt veranstaltet jedes Jahr zwei große Kostümfeste: Im Mai findet das Fest
Lu triunfu di la manna statt, im August das Fest L’arrucata di li Ventimiglia.
Der Ende Juli stattfindende Giro di Castelbuono ist der älteste Straßenlauf Italiens.
Im August findet auf dem Vorplatz des Kastells der Ventimiglia seit 1997 das Indie- und Alternative-Rock-Festival „Ypsigrock“ statt.

## Persönlichkeiten
- Alfredo Cucco (1893–1968), Augenarzt, faschistischer Politiker in Sizilien und Hochschullehrer für Ophthalmologie
- Domenico Mogavero (* 1947), Bischof von Mazara del Vallo und Mitglied der Sizilianischen Bischofskonferenz